# Fabian Rahn
Fabian Rahn (* 15. Januar 1986 in Remchingen) ist ein ehemaliger deutscher Duathlet und Triathlet, der inzwischen professionell Trailrunning betreibt.

## Werdegang
Fabian Rahn studierte an der Pädagogischen Hochschule Karlsruhe. 2009 startete er bei seinem ersten Triathlon.
Bei der Deutschen Meisterschaft auf der Duathlon-Kurzdistanz wurde er im Mai 2011 Zweiter.
2014 wurde er in Spanien Elfter bei der ETU-Europameisterschaft auf der Triathlon-Mitteldistanz (1,9 km Schwimmen, 90 km Radfahren und 21,1 km Laufen). Im April 2017 wurde er nach 2014 und 2015 zum dritten Mal Dritter beim Triathlon de Portocolom auf Mallorca.
Im Juli 2018 wurde der damals 32-Jährige nach 8:18:23 h mit neuer persönlicher Bestzeit auf der Langdistanz Dritter beim Ironman UK (Raddistanz verkürzt: 152,9 statt 180,2 km).
2019 gelang ihm bei seinem dritten Start beim Ironman Wales ein weiterer Podestplatz. Nachdem 2020 coronabedingt fast alle Wettkämpfe ausfielen, gelang ihm 2021 nochmals ein 6. Platz beim Ironman UK sowie zwei dritte Plätze beim Eupen Triathlon und Ironlakes Triathlon. Nach anhaltenden Problemen mit seiner Schulter, beendete er seine Triathlon-Profikarriere endgültig Ende 2022. International tritt Fabian Rahn nun bei Trail-Wettkämpfen der neu geschaffenen UTMB-Weltserie in Erscheinung.
Fabian Rahn ist seit 2016 verheiratet und lebt mit seiner Frau und seinen zwei Kindern in Kleinhau.

## Sportliche Erfolge
| Datum/Jahr    | Rang | Wettbewerb                                           | Austragungsort       | Zeit     | Bemerkung                                                                          |
| ------------- | ---- | ---------------------------------------------------- | -------------------- | -------- | ---------------------------------------------------------------------------------- |
| 19. Mai 2019  | 20   | DTU Deutsche Meisterschaft Triathlon Mitteldistanz   | Heilbronn            | 04:15:47 | Deutsche Meisterschaft auf der Mitteldistanz bei der Challenge Heilbronn           |
| 8. Apr. 2018  | 7    | Triathlon de Portocolom                              | Portocolom           | 03:48:19 |                                                                                    |
| 9. Apr. 2017  | 3    | Triathlon de Portocolom                              | Portocolom           | 03:41:41 |                                                                                    |
| 21. Aug. 2016 | 2    | Allgäu Triathlon                                     | Immenstadt im Allgäu | 04:04:03 | auf der Mitteldistanz                                                              |
| 7. Juni 2015  | 9    | DTU Deutsche Meisterschaft Triathlon Mitteldistanz   | Kraichgau            | 04:18:55 | Deutsche Meisterschaft auf der Mitteldistanz beim Ironman 70.3 Kraichgau           |
| 12. Apr. 2015 | 3    | Triathlon de Portocolom                              | Portocolom           |          | [ 4 ]                                                                              |
| 18. Okt. 2014 | 11   | ETU Middle Distance Triathlon European Championships | Peguera              | 04:22:05 | Europameisterschaft auf der Mitteldistanz im Rahmen der Challenge Paguera-Mallorca |
| Apr. 2014     | 3    | Triathlon de Portocolom                              | Portocolom           |          |                                                                                    |
| 1. Aug. 2010  | 3    | HeidelbergMan                                        | Heidelberg           |          |                                                                                    |

| Datum/Jahr    | Rang | Wettbewerb     | Austragungsort | Zeit     | Bemerkung                                                                           |
| ------------- | ---- | -------------- | -------------- | -------- | ----------------------------------------------------------------------------------- |
| 15. Sep. 2019 | 3    | Ironman Wales  | Tenby          | 09:00:09 |                                                                                     |
| 15. Juli 2018 | 3    | Ironman UK     | Bolton         | 08:18:23 |                                                                                     |
| 10. Sep. 2017 | 7    | Ironman Wales  | Pembrokeshire  | 09:33:46 | 3,86 km Schwimmen, 180,2 km Radfahren und 42,195 km Laufen                          |
| 17. Juli 2016 | 7    | Challenge Roth | Roth           | 08:20:11 | erster Start auf der Langdistanz; mit der viertschnellsten Marathonzeit (2:47:56 h) |

| Datum/Jahr    | Rang | Wettbewerb                          | Austragungsort | Zeit     | Bemerkung                                                         |
| ------------- | ---- | ----------------------------------- | -------------- | -------- | ----------------------------------------------------------------- |
| 29. März 2015 | 2    | DTU Deutsche Meisterschaft Duathlon | Kalkar         | 01:49:24 | beim Minrath-Duathlon Deutscher Vize-Meister Duathlon-Kurzdistanz |
| 27. Apr. 2013 | 4    | DTU Deutsche Meisterschaft Duathlon | Cottbus        | 01:51:11 |                                                                   |
| 1. Mai 2011   | 2    | DTU Deutsche Meisterschaft Duathlon | Oberursel      | 01:50:16 | Deutscher Vize-Meister Duathlon-Kurzdistanz, hinter Patrick Lange |

(DNF – Did Not Finish)